# Milcíades el Vell
Milcíades el Vell (en llatí Miltiades, en grec antic Μιλτιάδης) fill de Cípsel, va ser un home de considerable distinció a Atenes en temps dels pisistràtides i membre d'una família noble atenenca d'immensa fortuna, els Filaides.
Les tribus tràcies a la zona del Quersonès traci (ara la península de Gal·lípoli), pressionades pels absintis, van demanar consell a l'oracle de Delfos, que els va dir que havien d'admetre una colònia que hauria de ser dirigida pel primer home que entrés al temple darrere d'ells. Segons la llegenda aquest home va ser Milcíades que es va encarregar de dirigir la colònia de la que en va ser tirà. Es diu que es va oposar al tirà Pisístrat, cosa que explicaria la veritable causa per la qual va deixar Atenes, al voltant de l'any 550 aC. La colònia era semi-independent d'Atenes Milcíades la va governar fins a la seva mort. Va fortificar la península, construint una muralla per defensar-la de les incursions de nadius hostils.
El van fer presoner en una guerra contra Làmpsac però va sortir en llibertat a petició de Cresos de Lídia. Va morir al voltant del 524 aC sense deixar fills i la tirania va passar a Estesàgores, fill del seu germanastre Cimó. Se li van dedicar sacrificis i jocs després de mort, segons diu Heròdot. Tant Corneli Nepot com Pausànias el confonen amb el seu nebot Milcíades el Jove.